# Сімона Добра
Сімона Добра (чеськ. Simona Dobrá; нар. 24 червня 1987) — колишня чеська тенісистка.
Найвищу одиночну позицію світового рейтингу — 514 місце досягла 15 вересня 2008, парну — 241 місце — 8 червня 2009 року.
Здобула 2 одиночні та 21 парний титул туру ITF.
Завершила кар'єру 2012 року.

## Фінали ITF (23–12)

### Одиночний розряд (2–2)
| Легенда          |
| ---------------- |
| Турніри $100,000 |
| Турніри $75,000  |
| Турніри $50,000  |
| Турніри $25,000  |
| Турніри $15,000  |
| Турніри $10,000  |

| Фінали за покриттям |
| ------------------- |
| Тверде (0–0)        |
| Ґрунт (2–2)         |
| Трава (0–0)         |
| Килим (0–0)         |

| Результат | Ранг | Дата           | Турнір                        | Покриття | Суперниця          | Рахунок            |
| --------- | ---- | -------------- | ----------------------------- | -------- | ------------------ | ------------------ |
| Поразка   | 1.   | 21 липня 2008  | Горб-ам-Неккар, Німеччина     | Ґрунт    | Анна Коженяк       | 6–2, 3–6, 1–6      |
| Перемога  | 1.   | 18 серпня 2008 | Кендзежин-Козьле, Польща      | Ґрунт    | Nikola Vajdová     | 6–7(4–7), 6–0, 7–5 |
| Перемога  | 2.   | 6 червня 2011  | Ньїредьгаза, Угорщина         | Ґрунт    | Данка Ковинич      | 6–4, 6–2           |
| Поразка   | 2.   | 4 липня 2011   | Сараєво, Боснія і Герцеговина | Ґрунт    | Мартіна Кубічикова | 6–3, 5–7, 0–6      |

### Парний розряд (21–10)
| Легенда          |
| ---------------- |
| Турніри $100,000 |
| Турніри $75,000  |
| Турніри $50,000  |
| Турніри $25,000  |
| Турніри $15,000  |
| Турніри $10,000  |

| Фінали за покриттям |
| ------------------- |
| Тверде (0–1)        |
| Ґрунт (21–7)        |
| Трава (0–0)         |
| Килим (0–2)         |

| Результат | Ранг | Дата            | Турнір                                  | Покриття  | Партнерка            | Суперниці                                       | Рахунок               |
| --------- | ---- | --------------- | --------------------------------------- | --------- | -------------------- | ----------------------------------------------- | --------------------- |
| Перемога  | 1.   | 5 квітня 2004   | Каїр, Єгипет                            | Ґрунт     | Гана Шромова         | Гелена Еєсон Аннетте Кольб                      | w/o                   |
| Поразка   | 1.   | 17 жовтня 2005  | Сеттімо-Сан-П'єтро, Італія              | Ґрунт     | Renata Kučerková     | Аліче Балдуччі Нансі Рустіньйолі                | 2–6, 4–6              |
| Поразка   | 2.   | 24 жовтня 2005  | Куарту-Сант'Елена, Італія               | Тверде    | Renata Kučerková     | Кіка Гоґендорн Саманта Мюррі                    | 4–6, 6–4, 5–7         |
| Перемога  | 2.   | 14 серпня 2006  | Кендзежин-Козьле, Польща                | Ґрунт     | Луціє Кріґсманнова   | Irina Khatsko Mariya Malkhasyan                 | 6–4, 7–6(7–4)         |
| Перемога  | 3.   | 5 лютого 2007   | Майорка, Іспанія                        | Ґрунт     | Антонія Ксенія Тоут  | Ангелина Габуєва Татьяна Пряхін                 | 6–1, 6–2              |
| Перемога  | 4.   | 23 липня 2007   | Горб-ам-Неккар, Німеччина               | Ґрунт     | Луціє Кріґсманнова   | Миляна Аданко Лаура Габеркорн                   | 6–3, 6–3              |
| Перемога  | 5.   | 30 липня 2007   | Бад-Заульгау, Німеччина                 | Ґрунт     | Тереза Гладікова     | Івета Герлова Луціє Кріґсманнова                | 2–6, 6–4, 6–2         |
| Перемога  | 6.   | 27 серпня 2007  | Прага, Чехія                            | Ґрунт     | Луціє Кріґсманнова   | Barbora Matúšová Anna Mydłowska                 | 6–2, 6–1              |
| Перемога  | 7.   | 9 червня 2008   | Злін, Чехія                             | Ґрунт     | Тереза Гладікова     | Луціє Градецька Рената Ворачова                 | 6–4, 6–3              |
| Перемога  | 8.   | 21 липня 2008   | Горб-ам-Неккар, Німеччина               | Ґрунт     | Луціє Кріґсманнова   | Даніелле Гармсен Кім Кілсдонк                   | 2–6, 6–3, [10–8]      |
| Перемога  | 9.   | 28 липня 2008   | Бад-Заульгау, Німеччина                 | Ґрунт     | Тереза Гладікова     | Анна Флоріс Клодін Шоль                         | 6–1, 4–6, [10–8]      |
| Перемога  | 10.  | 18 серпня 2008  | Кендзежин-Козьле, Польща                | Ґрунт     | Івета Герлова        | Ліза Маршалл Ielyzaveta Rybakova                | 4–6, 6–0, [10–6]      |
| Поразка   | 3.   | 9 лютого 2009   | Майорка, Іспанія                        | Ґрунт     | Магдалена Кіщиньська | Неда Козич Лаура Торп                           | 3–6, 6–2, [3–10]      |
| Перемога  | 11.  | 16 березня 2009 | Рим, Італія                             | Ґрунт     | Кароліна Косіньська  | Клаудія Джовіне Валентіна Сульпіціо             | 6–3, 6–4              |
| Поразка   | 4.   | 11 травня 2009  | Михайлівці (Словаччина), Словаччина     | Ґрунт     | Луціє Кріґсманнова   | Мартіна Борецька Мартіна Кубічикова             | 6–2, 2–6, [9–11]      |
| Перемога  | 12.  | 6 липня 2009    | Брюссельський столичний регіон, Бельгія | Ґрунт     | Катержина Ванькова   | Василіса Давидова Еліна Гасанова                | 6–3, 6–4              |
| Перемога  | 13.  | 24 серпня 2009  | Прага, Чехія                            | Ґрунт     | Луціє Кріґсманнова   | Мартіна Борецька Івета Герлова                  | 7–6(7–2), 6–2         |
| Поразка   | 5.   | 8 березня 2010  | Бухен, Німеччина                        | Килим (i) | Тереза Гладікова     | Ірина Бурячок Амра Садікович                    | 5–7, 3–6              |
| Поразка   | 6.   | 15 березня 2010 | Wetzikon, Швейцарія                     | Килим (i) | Тереза Гладікова     | Ксенія Кнолль Амра Садікович                    | 4–6, 6–7(5–7)         |
| Перемога  | 14.  | 19 липня 2010   | Горб-ам-Неккар, Німеччина               | Ґрунт     | Луціє Кріґсманнова   | Коріна Перковіч Анна Цая                        | 4–6, 7–6(7–5), [10–8] |
| Поразка   | 7.   | 4 квітня 2011   | Шибеник (місто), Хорватія               | Ґрунт     | Тереза Гладікова     | Матея Кралєвич Амра Садікович                   | 5–7, 3–6              |
| Перемога  | 15.  | 18 квітня 2011  | Торрент (Валенсія), Іспанія             | Ґрунт     | Тереза Гладікова     | Івонне Кавальє Реймерс Ісабель Рапісарда Кальво | 6–4, 2–6, [10–4]      |
| Перемога  | 16.  | 25 квітня 2011  | Вік (Іспанія), Іспанія                  | Ґрунт     | Тереза Гладікова     | Андреа Гаміс Десіпна Папаміхаїл                 | 6–2, 6–1              |
| Перемога  | 17.  | 6 червня 2011   | Ньїредьгаза, Угорщина                   | Ґрунт     | Моніка Тумова        | Василіса Булгакова Raluca Elena Platon          | 6–1, 3–6, [10–7]      |
| Перемога  | 18.  | 4 липня 2011    | Сараєво, Боснія і Герцеговина           | Ґрунт     | Мартіна Кубічикова   | Чілла Ардьєлан Ульрікке Ейкері                  | 6–2, 6–1              |
| Перемога  | 19.  | 1 серпня 2011   | Відень, Австрія                         | Ґрунт     | Луціє Кріґсманнова   | Сандра Мартинович Яніна Тольян                  | 6–4, 6–1              |
| Перемога  | 20.  | 15 серпня 2011  | П'єштяни, Словаччина                    | Ґрунт     | Луціє Кріґсманнова   | Паула Каня Мартіна Кубічикова                   | 6–4, 6–2              |
| Поразка   | 8.   | 23 січня 2012   | Майорка, Іспанія                        | Ґрунт     | Луціє Кріґсманнова   | Анастасія Гримальська Барбара Собашкевич        | 6–7(6–8), 6–2, [7–10] |
| Перемога  | 21.  | 7 травня 2012   | Бад-Заров, Німеччина                    | Ґрунт     | Мартіна Борецька     | Каролін Даніелс Деяна Райкович                  | 6–2, 6–2              |
| Поразка   | 9.   | 28 травня 2012  | Пршеров, Чехія                          | Ґрунт     | Луціє Кріґсманнова   | Нікола Франькова Тереза Гладікова               | 6–4, 6–7(7–9), [8–10] |
| Поразка   | 10.  | 6 серпня 2012   | П'єштяни, Словаччина                    | Ґрунт     | Луціє Кріґсманнова   | Карін Моргошова Міхаела Похабова                | 3–6, 2–6              |